# 五四镇
五四镇，原为五四乡，是中华人民共和国四川省达州市达川区曾经下辖的一个镇。2019年12月，撤销五四镇，将其所属行政区域划归石梯镇管辖。

## 行政区划
五四镇撤销前下辖以下地区：
街道社区、黄桷梁村、田家店村、贺家坪村、糍粑店村、五马石村、高观子村、斗角村、铧厂沟村、探花桥村、寨沟村和庆丰村。